# Teatro dell'Opera di Dubai

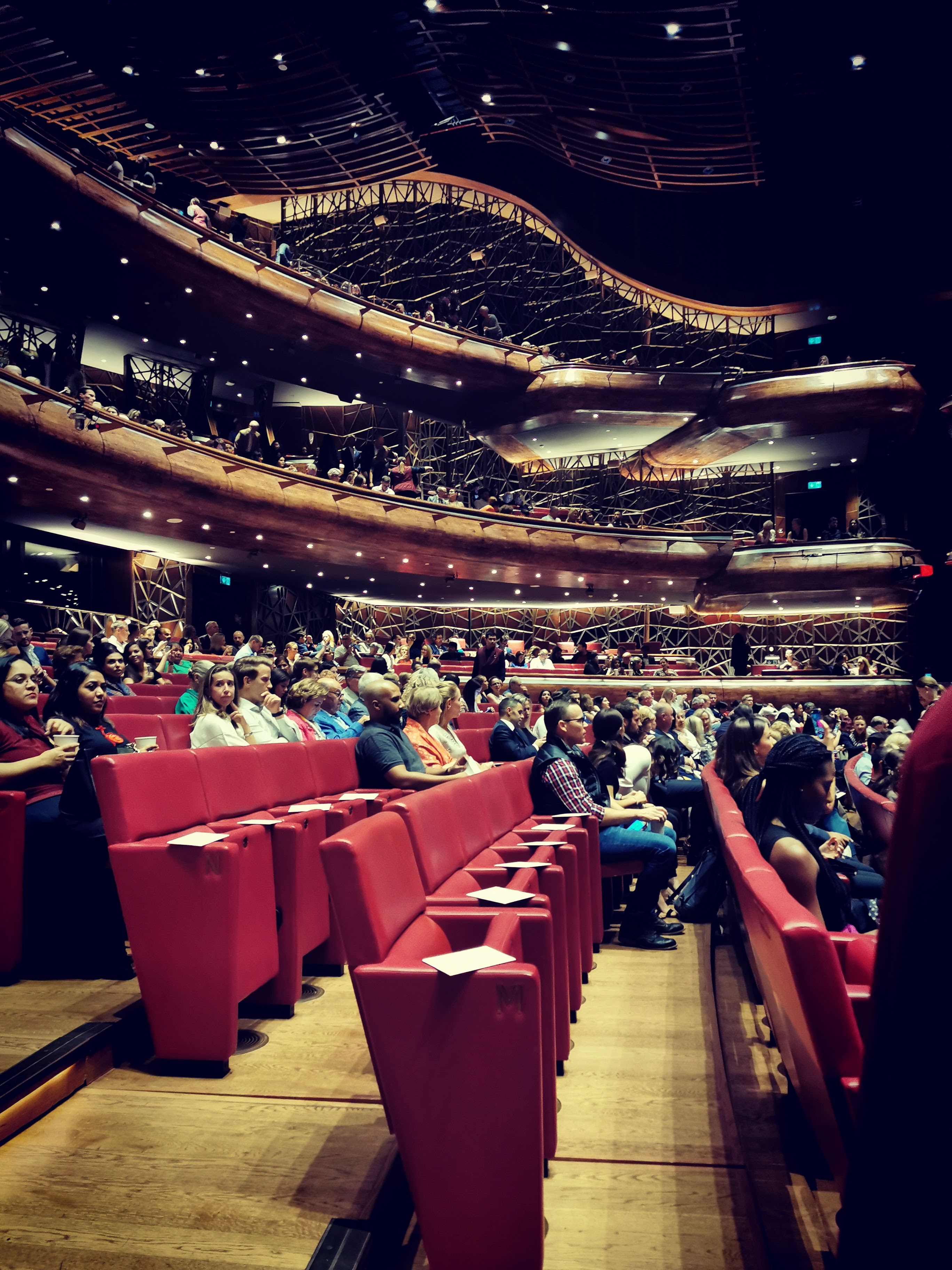
Interno del teatro

Il Teatro dell'Opera di Dubai, o Dubai Opera, è il principale centro per le arti performative degli Emirati Arabi Uniti.
Concepito come teatro polifunzionale con una capienza di 2.000 posti, la Dubai Opera è un progetto sviluppato e realizzato da Emaar Properties.

## Storia
Il progetto di costruzione del teatro, annunciato dall'emiro di Dubai Mohammed bin Rashid Al Maktum nel marzo 2012, è stato avviato a partire dal 2013 e completato nel 2016.
Il teatro è stato inaugurato il 31 agosto 2016 con un concerto di Plácido Domingo e con l'Orchestra del teatro Verdi di Trieste.
A partire da settembre 2016, la Dubai Opera presenta ed ospita una varietà di produzioni e spettacoli, che spaziano dall'opera al balletto, dalla musica sinfonica al musical, dalla musica da film al jazz, la world music e il pop.
Situato nel quartiere di Downtown Dubai, il teatro affianca la struttura del Burj Khalifa, il grattacielo più alto al mondo.
Nel 2023, Emaar Properties ha nominato il manager culturale Paolo Petrocelli come sovrintendente della Dubai Opera.
La stagione 2023-2024 della Dubai Opera ha registrato un record di oltre 250.000 spettatori, il numero più alto dalla sua apertura nel 2016.